# بلوار هفت‌تنان
بلوار هفت‌تنان (هفت تن) یکی از بلوارهای قدیمی شیراز است. این بلوار در شمال و شمال شرق شهر قرار گرفته‌است. بلوار هفت‌تنان از میدان گلستان (کلبه) شروع شده و پس از گذر از زیرگذر سعدی در تقاطع با بزرگراه سرداران و گذر از سه راه چهل مقام، خیابان حافظ در میدان طاووس در مجاورت دروازه قرآن پایان می‌یابد.

## سیل ۹۸ شیراز
۵ فروردین چند دقیقه بعد از خارج شدن آب رودخانه آب زنگی، در مدت کوتاهی این بلوار را تا زیر گذر سعدی مسدود کرد.

## دلیل نامگذاری
باغ هفت تنان در سه راه چهل مقام، در همین بلوار قرار دارد.